# 老挝最高人民法院
老挝最高人民法院是老挝最高司法权力机构。老挝的人民法院是国家的司法机关，由最高人民法院、地区人民法院、省人民法院、区人民法院和军事法院组成。如有必要，国会常务委员会可决定设立特别法庭。最高人民法院作为国家裁决机构，管理各级人民法院并审查它们的判决。永通·西潘东(Viengthong Siphandon)现任最高人民法院院长。
文圹·他维萨克 (Bounkhouang Thawisak) 现任最高人民法院副院长。